# Нітряни

Нітряни на карті

Нітряни — західнослов'янське племя, яке жило на річці Нітрі, в місті Нітра, на території сучасної Словаччини. У 833 році плем'я нітряни захопив князь Моймир перший. До анексії існувало Нітрянське князівство, яким правив князь нітрян — Прібіна. Князь Прібіна втік в Угорщину, а князь Моймир створив Велику Моравію.